# Pentagonia nuciformis
Pentagonia nuciformis är en måreväxtart som beskrevs av John Duncan Dwyer. Pentagonia nuciformis ingår i släktet Pentagonia och familjen måreväxter. Inga underarter finns listade i Catalogue of Life.